# Нижній Казес
Нижній Казе́с (рос. Нижний Казес) — присілок у складі Шарканського району Удмуртії, Росія.

## Населення
Населення — 267 осіб (2010; 272 у 2002).
Національний склад станом на 2002:
- удмурти — 92 %

## Урбаноніми[3]
- вулиці — Зарічна, Молодіжна, Садова, Центральна